# Boeing Starliner

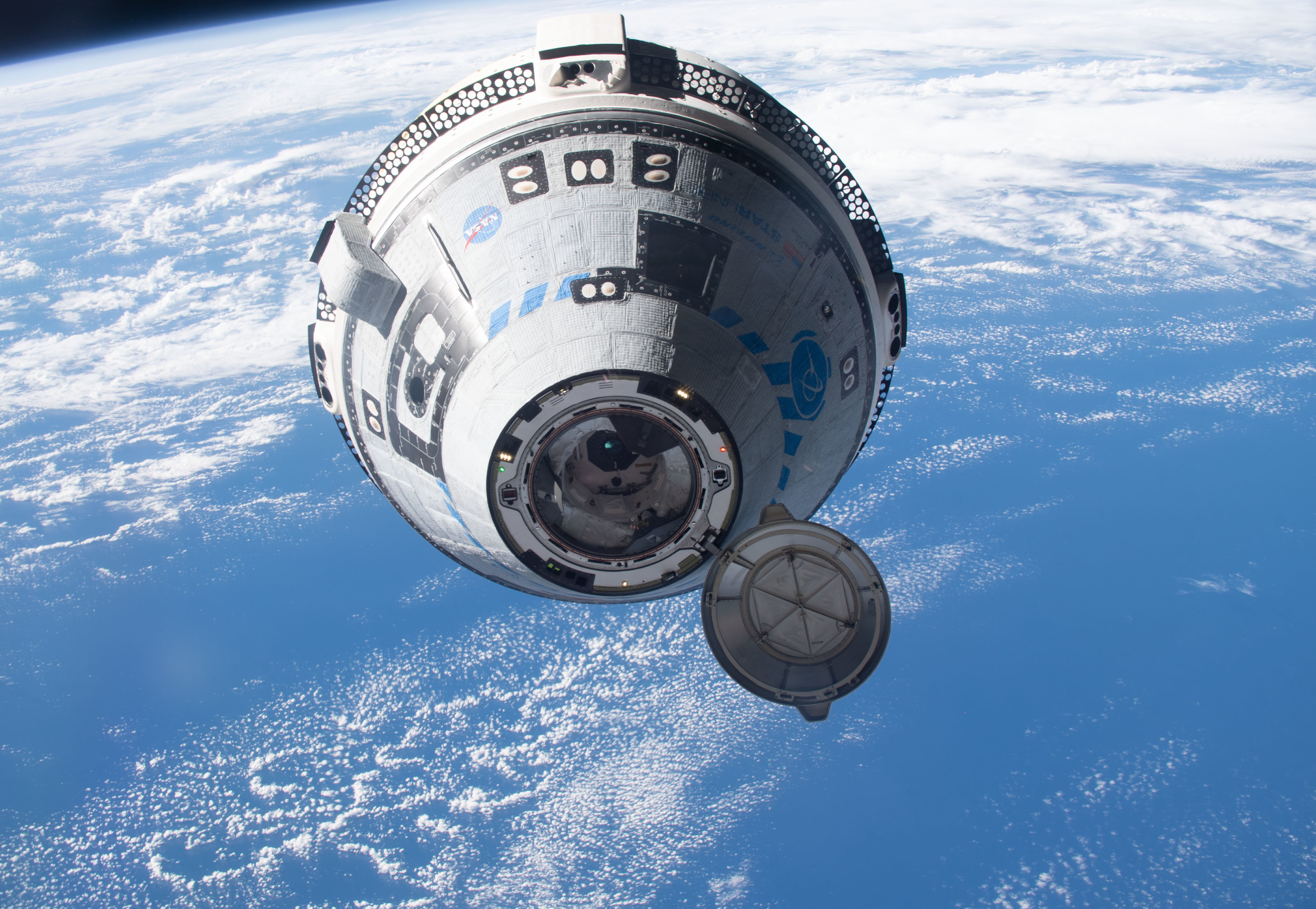
Starliner 2 se aproximando da Estação Espacial Internacional em maio de 2022.

O Boeing Starliner (ou CST-100) é uma nave espacial em forma de cápsula espacial projetada para transportar tripulação para a Estação Espacial Internacional e outros destinos de órbita terrestre baixa. Desenvolvido pela Boeing sob o Programa de Tripulações Comerciais da NASA, consiste em uma cápsula de tripulação reutilizável e um módulo de serviço descartável.
Um pouco maior que o Módulo de Comando e Serviço Apollo ou a Crew Dragon, mas menor que a cápsula Orion, a Starliner pode acomodar uma tripulação de até sete, embora a NASA planeje voar no máximo com quatro. Ela pode permanecer atracada na Estação Espacial Internacional por até sete meses e é lançado em um veículo Atlas V N22 do Complexo de lançamento espacial 41 de Cabo Canaveral, na Flórida.
Em 2014, a NASA assinou com a Boeing um contrato de preço fixo de US$ 4,2 bilhões para construir a Starliner, enquanto a SpaceX recebeu US$ 2,6 bilhões para desenvolver o Crew Dragon. Em outubro de 2024, o esforço da Boeing excedeu seu orçamento em pelo menos US$ 1,85 bilhão.
Originalmente planejado para estar operacional em 2017, a Starliner foi repetidamente atrasado por problemas de gerenciamento e engenharia. O primeiro teste de voo orbital não tripulado em dezembro de 2019 foi considerado um fracasso parcial, levando a um segundo teste de voo orbital em maio de 2022. 
Durante o primeiro voo co tripulação, lançado em junho de 2024, os propulsores da Starliner apresentaram mau funcionamento na aproximação como a Estação Espacial Internacional e a NASA concluiu que era muito arriscado retornar seus astronautas de volta para a Terra a bordo da espaçonave, que pousou sem tripulação em setembro de 2024.
Os astronautas da NASA Butch Wilmore e Suni Williams ficaram retidos no espaço durante nove meses e amararam em 18 de março de 2025 nas águas do Golfo do México, ao largo da costa da Flórida a bordo de uma cápsula da SpaceX.
A Starliner custa mais por voo do que a Crew Dragon, gerando críticas do inspetor geral da NASA e de outros observadores.

## Características
É semelhante a Orion, uma espaçonave construído pela Lockheed Martin para a NASA. A cápsula tem um diâmetro de 4,56 metros, que é um pouco maior do que o módulo de comando da Apollo e menor do que o da cápsula Orion. A Starliner pode transportar equipes maiores, com até sete pessoas. A Starliner é projetada para ser capaz de permanecer em órbita por até sete meses para ser reutilizada por até dez missões. Também é compatível com vários veículos de lançamento, incluindo o Atlas V, Delta IV, e Falcon 9. O veículo de lançamento inicial é cotado para ser o Atlas V.